# Aula Mentor
Aula Mentor es una iniciativa del Ministerio de Educación de España para promocionar el aprendizaje a lo largo de la vida en colaboración con otras instituciones como ministerios, consejerías de educación de las comunidades autónomas, centros educativos, ayuntamientos y ONGs.

## Historia
Nace a principios de los años noventa en el seno del Programa de Nuevas Tecnologías de la Información y la Comunicación (PNTIC), con el objetivo de proporcionar un sistema de formación para personas adultas utilizando las tecnologías de la información y la comunicación en el ámbito de la formación no reglada con un enfoque abierto, flexible y a distancia a través de la red Internet.
El programa Aula Mentor ha sido seleccionado como una de las 14 buenas prácticas en el Inventario de la Unión Europea, estudio dirigido por la Universidad de Florencia en 2008.
Desde su creación ha mantenido un constante crecimiento llegando a tener 27 000 alumnos matriculados en 2009 y aspirando a ser una pieza clave para alcanzar los objetivos de Europa y España en participación en educación por extensión para 2020.

## Objetivos
El principal objetivo es mejorar la cualificación profesional de las personas adultas, ampliar su cultura y promover el desarrollo de sus capacidades, utilizando entornos de formación apoyados en las tecnologías de la información y de la comunicación. 
Para conseguir ofrecer cursos de calidad, se planifica un sistema de control, evaluación y análisis de la actividad de alumnos, tutores, aulas y el mismo sistema, que permite la continua actualización y perfeccionamiento de todos los elementos y actuaciones en el modelo de formación.
Otro objetivo importante de Aula Mentor es ofrecer la máxima flexibilidad posible: el alumnado planifica su propio itinerario formativo, establece la fecha de inicio y fin de curso, determinando su ritmo de trabajo y eligiendo tanto el horario como el lugar donde desea realizar el curso.

## Localización
Existen más de 800 aulas en funcionamiento repartidas por todo el territorio español y en diferentes países de Latinoamérica. Estas aulas son gestionadas por diversas entidades locales. En el ámbito internacional, Aula Mentor participa activamente en los planes operativos de la OEI y en programas de cooperación al desarrollo con la AECID del Ministerio de Asuntos Exteriores de España, por lo que existen aulas ubicadas en varios países iberoamericanos como República Dominicana, Nicaragua, Honduras, Costa Rica, Panamá, Perú y Paraguay.

## Funcionamiento
La formación se apoya en el funcionamiento de dos infraestructuras:
1. Las Aulas Mentor, espacios físicos dotados de equipamiento y recursos informáticos así como de conexión a la red Internet para el seguimiento de los cursos.
2. La plataforma de formación, entorno virtual de estudio y comunicación diseñado y desarrollado por el Ministerio de Educación.
El proceso de aprendizaje del alumno está dirigido por dos figuras clave que reciben previamente formación específica: 
1. El Tutor
- Profesor especialista en la materia específica de su curso
- Responsable del seguimiento personalizado del proceso de aprendizaje del alumno.
- Evaluador

2. El Administrador
- Responsable del aula física
- Orientador y mediador
- Facilitador del proceso de aprendizaje
- Gestor de los recursos del aula.

## Oferta formativa
Actualmente el Aula Mentor ofrece más de 160 cursos agrupados en las siguientes categorías:
- Administración y Gestión
- Agraria
- Artes Gráficas
- Comercio y Marketing
- Competencias lingüísticas Idiomas
- Electricidad y Electrónica
- Hostelería y Turismo
- Imagen Personal
- Imagen y Sonido
- Industrias Alimentarias
- Informática y Comunicaciones
- Instalación y Mantenimiento
- Sanidad
- Seguridad y Medio Ambiente
- Servicios Socioculturales y a la Comunidad
- Textil, Confección y Piel
- Vidrio y Cerámica

## Alumnado
El perfil del alumnado del Aula Mentor es muy variado: Desde alumnos con estudios universitarios, a alumnos sin ninguna titulación, en función del curso elegido.
La flexibilidad que ofrece el sistema, permite a trabajadores en activo o estudiantes con poca disponibilidad de tiempo, finalizar con éxito los cursos.
Además, el hecho de disponer de todos los materiales en línea y la gran oferta de aulas en todo el país, supone una ventaja adicional a los profesionales que se ven obligados a desplazarse de forma continua.
La motivación por la que se matricula un alumno en los cursos Mentor también es diversa: desde iniciarse en una nueva área, hasta perfeccionar o certificar conocimientos ya adquiridos.